# Richelieu (rzeka)
Richelieu – rzeka w Ameryce Północnej, prawy dopływ Rzeki Świętego Wawrzyńca na południu kanadyjskiej prowincji Quebec. Wypływa z jeziora Champlain na granicy Quebecu z amerykańskimi stanami Nowy Jork i Vermont. Ujście do Rzeki Świętego Wawrzyńca znajduje się w Sorel-Tracy, na krótko przez jeziorem Lac Saint-Pierre.
W 1603 rzekę odkrył Samuel de Champlain. Sześć lat później przepłynął jej całą długość. W 1641 roku Francuzi zbudowali u ujścia rzeki Fort Richelieu, nazwany na cześć Kardynała Richelieu. Od jego imienia wzięła się też dzisiejsza nazwa rzeki, która wcześniej była nazywana Rivière des Iroquois (Rzeka Irokezów).
Rozróżnia się bieg górny rzeki (Le Haut-Richelieu) i dolny (Le Bas-Richelieu). Granicę między nimi stanowią katarakty pod Chambly, które omija Kanał Chambly. Ten budowany w latach 1831–1843 kanał wodny jest długi na 19 km i stanowi część amerykańskiego Lakes to Locks Passage, połączenia między Rzeką Świętego Wawrzyńca a rzeką Hudson przeznaczonego dla statków. Aż do pierwszej połowy XX wieku wykorzystywany był jako droga transportu towarów, dziś jest związany głównie z turystyką.